# Xiphosura
Xiphosura este un ordin de chelicerate marine, numite și Crabii potcoavă. Ordinul include doar patru specii. Crabii potcoavă moderni sunt aproape identici cu speciile preistorice, cum ar fi Mesolimulus din Jurasic, și sunt considerați fosile vii. 

## Descriere

### Morfologie externă
Xifosurele ajung până la 60 de cm lungime. Corpul este acoperit cu o carapace puternic mineralizată, și este împărțit în prosomă - anterioar (sau cefalotorace) și opistosomă - posterior (sau abdomen). 

Prosoma este acoperită dorsal de o carapace semicirculară, iar ventral se găsesc cinci perechi de membre locomotoare și o pereche de chelicere. Marginile carapacei sunt acuțite, astfel încât xifosurile pot să se miște ușor prin nisipul și mâlul bazinelor. Orificiul bucal se află ventral, în centrul prosomei și este înconjurat de coxele picioarelor. Ochii, în număr de 4, sunt amplasați dorsal pe prosomă, anterior ochilor se găsește un organ suplimentar, probabil funcționând ca un chemoreceptor.
Chelicerele și primele patru perechi de picioare prezintă pe ultimul articol clește folosiți la reținerea și mărunțirea hranii. Excepție fac prima pereche de picioare la masculi, care sunt utilizate pentru a ține femela în timpul acuplarii. Marginile coxelor sunt zimțate fiind implicați, la fel, în mărunțirea hrănii. Ultima pereche este lipsită de clește și zimțuri, având în schimb structuri de curățire a branhiilor. În spatele picioarele este un set de anexe, numite chilaria, care sunt foarte reduse în dimensiune și acoperite cu fire de păr și spini. ele au rolul unor buze. 

Opistosoma este nesegmentată. Lateral carapacea formează 6 țepi. Ventral, prima pereche de anexe reprezintă operculul genita, pe celelalte sunt dispuse lamemele branhiale. Opistotoma se continuă cu un țep caudal, numit și telson. La baza țepului se deschide orificiul anal.

### Anatomie
Sistemul nervos este constituit din creier, de la care pornesc conective ce enervează membrele și operculii branhiali. Lanțul nervos ventral este alcătuit din 6 ganglioni. Sistemul circulator este de tip deschis. Inima este alungită și tubulară care continuă cu o aortă. De la aortă, pornesc alte 4 artere, care se unesc în 2 vase longitudinale puternice. Sistemul digestiv este alcătuit din: gură, esofag cu o suprafață chitinizată, stomac musculos, intestinul mediu, în care se deschid canalele ficatului în care are loc digestia intracelulară, intestin posterior ce se termină cu anusul. Organele excretoare sunt o pereche de glande coxale. Xiphosurile sunt chelicerate unisexuate. Glandele sexuale sunt pare și formate din saci tubulari ramificați. Canalele glandelor sexuale se deschid sub operculele branhiale. Acuplarea are loc în apele de suprafață sau chiar pe plajă. Femela depune 200 – 300 de ouă în nisipul plajei. Xiphosurile ajung la maturitate la vârsta de 3 ani. Xiphosurile trăiesc în mările tropicale și subtropicale. Ele se întâlnesc în Oceanul Atlantic, pe țărmurile Americii de Nord și centrale și în arhipelagul Malayez, lângă peninsula Indochina, insulele Filipine și Japoneze. Trăiesc la adâncimea de 3 – 10 m.
Cel mai cunoscut reprezentant al xifosurelor este Limulus polyphemus - specie răspândita în regiunile de coastă ale Oceanului Atlantic și Mării Caraibelor ale Americii de Nord, care atinge până la 60 cm lungime.

## Modul de viață
Crabii potcoavă sunt animale marine, bentonice, venind pe țărm doar pentru a depune ouăle. Trăiesc la adâncimi cuprinse între 10 - 40 m și se hrănesc cu diverse nevertebrate: moluște bivaleve, polichete, nemerteni.

## Sistematică
- Ordin Xiphosura
  - Subordin †Bellinurina Zittel & Eastman, 1913
    - Familie †Bellinuridae
    - Familie †Euproopidae

  - Subordin Limulina Richter & Richter, 1929
    - Familie †Rolfeiidae
    - Familie †Paleolimulidae
    - Familie †Moravuridae
    - Familie †Austrolimulidae
    - Familie †Heterolimulidae
    - Familie Limulidae
      - Gen Carcinoscorpius
        - Carcinoscorpius rotundicauda

      - Gen Limulus
        - Limulus polyphemus

      - Gen Tachypleus
        - Tachypleus tridentatus
        - Tachypleus gigas